# 21568 Evanmorikawa
21568 Evanmorikawa è un asteroide della fascia principale. Scoperto nel 1998, presenta un'orbita caratterizzata da un semiasse maggiore pari a 2,2808266 UA e da un'eccentricità di 0,1836855, inclinata di 24,92911° rispetto all'eclittica.